# Wadi ar-Rumma
Das Wadi ar-Rumma (arabisch وادي الرمة, DMG Wādī ar-Rumma; auch Wadi al-Rummah) ist ein in der Provinz al-Qasim, Saudi-Arabien gelegenes Wadi. Die Hauptstadt der Provinz, Buraida liegt am Rande des Wadis.

## Geografie
Das Wadi erstreckt sich auf einer Länge von etwa 600 km über die ganze Provinz al-Qasim. Es verläuft von Medina im Westen in nordöstlicher Richtung bis zu den Dünen der Nafud ath-Thuwairat. Das Wadi ar-Rumma stellt das längste und weiteste Tal der gesamten arabischen Halbinsel dar. Sein letzter und unterster Teilabschnitt ist Wadi Al-Batin, durch das die West- und Nordgrenze von Kuwait verläuft.

## Nutzung
Das Wadi wird für die Landwirtschaft genutzt. In der Provinz al-Qasim werden jedes Jahr 200.000 t Datteln geerntet. Im Wadi ar-Rumma kann es zu heftigen Überschwemmungen kommen.